# Gare d’Auch
Gare d'Auch – stacja kolejowa w Auch, w departamencie Gers, w regionie Oksytania, we Francji.
Jest stacją Société nationale des chemins de fer français (SNCF), obsługiwaną przez pociągi TER Midi-Pyrénées.